# Nadprącie
Nadprącie (łac. epiphallus) – element samczych narządów genitalnych prostoskrzydłych i Dictyoptera.

## Dictyoptera
U, obejmujących karaczany i modliszki, Dictyoptera epiphallus to para walw położonych w kierunku grzbietowym od fallusa (phallus). W przypadku obu tych grup lewa z tych walw zaopatrzona może być w silnie wydłużony i nieco łukowaty wyrostek brzuszny nazywany pseudofallusem lub pseudopenisem.

## Prostoskrzydłe
U prostoskrzydłych nadprącie (epiphallus) to jedna z pary silnie zesklerotyzowanych płytek, położonych w wierzchołkowej części zespołu narządów genitalnych. Określany też jako skleryt położony proksymalnie od nasady fallusa. Narząd ten odgrywa ważną rolę w mechanizmie kopulacji. W angielskim znany też jako pseudosternite.